# Olle Olsson
Olle Olsson, švedski rokometaš, * 1. junij 1948, † 29. junij 2024.
Leta 1972 je na poletnih olimpijskih igrah v Münchnu v sestavi švedske rokometne reprezentance osvojil sedmo mesto.